# ペルシャ猫を誰も知らない
『ペルシャ猫を誰も知らない』(ペルシャねこをだれもしらない)（ペルシア語: کسی از گربه های ایرانی خبر نداره、英語: No One Knows About Persian Cats）は、2009年のイラン映画。
第62回カンヌ国際映画祭のある視点部門で上映された。

## ストーリー
西洋文化の規制が厳しいイランでインディ・ロックを愛する若者を描く。

## 出演
- ネガル: ネガル・シャガギ
- アシュカン: アシュカン・クーシャンネジャード
- ナデル: ハメッド・ベーダード

## 受賞・ノミネート
第10回東京フィルメックス
- 受賞: 審査委員特別賞

第62回カンヌ国際映画祭ある視点
- 受賞: ある視点部門特別賞

## 製作
イラン政府に許可を得ないゲリラ撮影が行われた。